# Mamífera
Mamífera es una película española de habla catalana de comedia dramática de 2024, escrita y dirigida por Liliana Torres. Está protagonizada por María Rodríguez Soto y Enric Auquer. Se estrenó en el festival South by Southwest el 8 de marzo de 2024, y luego su estrenó en cines españoles el 26 de abril de 2024, con distribución de Filmax.

## Trama
Lola (María Rodríguez Soto) disfruta de una vida feliz con su pareja, Bruno (Enric Auquer), hasta que un embarazo inesperado revoluciona todos sus planes. Aunque Lola siempre ha tenido claro que lo de ser madre no va con ella, ahora se siente cuestionada por las expectativas sociales y se enfrenta a sus temores internos. Durante los tres días que tienen que esperar hasta que llegue su cita en la clínica, Lola se acerca a sus amigas y su familia con la intención de reafirmar su decisión. Bruno tampoco se había imaginado nunca como padre. Hasta ahora.

## Reparto
- María Rodríguez Soto como Lola
- Enric Auquer como Bruno
- Ruth Llopis como Judit
- Anna Alarcón como Paula
- María Ribera como Marta
- Anna Bertran como Íngrid
- Mireia Aixalà como Sònia
- Marina Rodríguez como Valèria
- Ann Perelló como Isa
- Amparo Fernández como Antonia

## Producción
En febrero de 2023, se anunció que la directora Liliana Torres estaba preparando la película Mamífera, la cual sería su primer largometraje con actores profesionales, y el cual estaría protagonizado por María Rodríguez Soto y Enric Auquer. El rodaje de la cinta comenzó en Barcelona el 28 de febrero de 2023.

## Lanzamiento y marketing
En enero de 2024, se anunció que Mamífera tendría su estreno mundial en el festival de cine South by Southwest el 8 de marzo de 2024, y que sería distribuida en cines por Filmax. En marzo de 2024, Filmax anunció que la cinta tendría su estreno en cines españoles el 26 de abril de 2024.

## Recepción

### Taquilla
En su primera semana, Mamífera se estrenó en 64 cines, coincidiendo principalmente con los estrenos de El especialista, Rivales, The Palace y Siempre nos quedará mañana, entre otras cintas.

### Crítica
Mamífera ha recibido críticas muy positivas por parte de los críticos. Eulàlia Iglesias de Fotogramas le dio a la película cuatro estrellas de cinco, diciendo que con la película, la directora Liliana Torres "despoja de tremendismo un asunto todavía lleno de tabúes sin obviar hasta qué punto remueve por dentro cualquier experiencia de esta índole" y que "afina el perfil de unos personajes muy reconocibles en una comedia dramática que plasma igualmente hasta qué punto el contexto social nos condiciona". Sergi Sánchez de La Razón le dio a la película tres estrellas y media de cinco, escribiendo que "no necesita ponerse teórica [...] Le basta con observar, desde un naturalismo desbordante de verdad" y apreciando que "nunca se aferra a ese didactismo polifónico, aunque a veces -las secuencias oníricas, animadas a modo de collage- se pierda en la trivialidad de sus cavilaciones", citando como el "único escollo" de la película el conflicto entre la pareja protagonista, diciendo que "ahí nos falta desarrollo, un espacio de discusión [...] porque es lo que se merecen los personajes". Luisa Nicolás de eCartelera le dio a la película un 7 de 10, diciendo que pelea "contra todos esos estereotipos y presiones capitalistas y patriarcales [de las mujeres que no quieren ser madres]" y apreciando el tono escribiendo que "abarca todo el espectro de emociones entre ambos extremos en un equilibrio que reside en los matices" y que "no es una película sobre esa duda [de la maternidad], pero sí hace el sano ejercicio de hacerse preguntas y mirar alrededor".
Irene Crespo de Cinemanía le dio a la película cuatro estrellas de cinco, diciendo que la cinta "no se deja ninguna pregunta o cliché sin contestar [...] Haciéndolo, además, busca y encuentra la unión y no agrandar esa grieta marcada por las viejas normas sociales", además de elogiar que Torres "encuentra el tono justo y equilibrado para llevar [esta] premisa [...] que cualquiera hubiera guiado por la comedia más ligera", además de destacar la interpretación de María Rodríguez Soto como "brillante". Júlia Olmo de Valencia Plaza escribió que la película "refleja todo ese mundo alrededor a la decisión de la maternidad" y que "se narra con sencillez, sensibilidad, ternura y cierto humor [...] es precisamente ahí, más allá del tema, donde reside lo más interesante y hermoso de la película, en su fisicidad y sensorialidad, en la sutileza y la cercanía con la que la directora logra contar a sus protagonistas, sus conflictos y su mundo emocional", concluyendo que la película "logra lo que pretende ser. Una película sencilla y pequeña, entre el drama y la comedia, que cuenta con sinceridad y viveza emocional, con una belleza cercana, la compleja decisión de no ser madre". Olivia Popp de Cineuropa escribió que la cinta "transmite una poderosa sensación de realismo a través de la reflexiva historia de Torres que la directora de fotografía Lucía C. Pan capta a la perfección con una cámara con la serenidad por bandera", además de destacar como "lo más singular de la película" las secuencias de collages de María José Garcés Larrain escribiendo que "aunque a veces se inmiscuyen demasiado en la historia, contribuyen al encanto creativo de la obra", concluyendo que la mayor virtud de la película es que "adopta un tono serio en lugar de convertir la historia en una comedia dramática más convencional, de manera que ofrece a los espectadores la oportunidad de considerar detenidamente la difícil situación de Lola en cada momento".
Desirée de Fez de El Periódico le dio a la película tres estrellas de cinco, escribiendo que Torres "propone un universo creíble y verosímil [...] y hace una apuesta frontal por el realismo", además de describir las interpretaciones de Soto y Enric Auquer como "magníficas" y "tremendamente naturales" y añadir que "no es una película sobre dudar, sino sobre hacer y hacerse preguntas. Eso es interesante, como lo es la amplitud de un relato que no sólo observa a la protagonista". Ignacio Navarro Mejía de El Antepenúltimo Mohicano le dio a la película tres estrellas de cinco, escribiendo que su narración "transcurre de forma consecuente, aunque también sorprendente para el género" y que su falta de elemento conflictivo "podría resultar frustrante para muchos espectadores, pero resulta más respetuoso y lógico tanto con el mensaje que se quiere transmitir como con el propio diseño de personaje que se ofrece", además de señalar que la historia está contada "de la manera más genuina y personal posible, incluyendo algunas escenas [...] cuya falta de pudor, espontaneidad y sinceridad resultan admirables", aunque también criticó que "el libreto y su puesta en escena no destacan con aportaciones memorables, con algo que cause un verdadero impacto o que haga reflexionar", concluyendo que "se une lo casi inédito del meollo narrativo con lo más anodino de su desarrollo y tratamiento audiovisual". Paula Arantzazu Ruiz de Ara también le dio a la película tres estrellas de cinco, describiendo la cinta como una película "a contracorriente [...] pone en escena uno de estos eventos transformadores, un embarazo no deseado, y una protagonista que no cambia de opinión, a pesar de las consecuencias" y destacando "la naturalidad con la que se relacionan los protagonistas" y "la sensibilidad con la que Torres presenta las dudas y el aplomo" como "claramente [dos] de las virtudes de la película", además de añadir que el final "es de una honestidad meritoria, al asumir que un embarazo, deseado o no, desestabiliza la vida de las mujeres".

### Premios y nominaciones
| Año  | Premio             | Categoría                                   | Recipientes          | Resultado | Referencias |
| ---- | ------------------ | ------------------------------------------- | -------------------- | --------- | ----------- |
| 2024 | South by Southwest | Premio del Jurado a la Mejor Interpretación | María Rodríguez Soto | Ganador   | [ 18 ]      |